# Троја врата
Троја врата је југословенски ТВ филм из 1962. године. Режирала га је Мирјана Самарџић а сценарио је написао Душан Баранин

## Улоге
| Глумац           | Улога |
| ---------------- | ----- |
| Милан Ајваз      |       |
| Рахела Ферари    |       |
| Царка Јовановић  |       |
| Јовиша Војиновић |       |